# Domingo Castro Camarena
Domingo Castro Camarena (Aldeavieja, Ávila, 13 de mayo de 1877-Monforte, Lugo, 21 de octubre de 1944) fue uno de los últimos militares españoles en las Islas Filipinas. Participó en el sitio de Baler durante la revolución filipina.

## Biografía
Fue hijo de Juan Castro, natural de la provincia de Lugo y de profesión cantero, y de Blasa Camarena, natural de Aldeavieja. Tuvo cuatro hermanos y siguió la profesión del padre.
El 20 de abril de 1897 se alistó como voluntario para cumplir el servicio militar. El 20 de mayo del mismo año embarca en el vapor "Covadonga" rumbo a Manila. Una vez en Filipinas, fue agregado a la 3.ª Compañía del Batallón de Cazadores Expedicionarios nº 2 y destinado en febrero de 1898 a Baler. Permaneciendo sitiado en la iglesia de dicha ciudad por insurrectos tagalos entre el 27 de junio de 1898 hasta el 2 de junio de 1899. La guarnición se rindió al conocer la derrota española ante las fuerzas norteamericanas varios meses más tarde de haberse producido; así se convirtió en uno de los últimos de Filipinas.
El 29 de julio de 1899 embarca para España, llegando a Barcelona en el mes de septiembre. Una vez de vuelta a en España reside en Madrid hasta 1904, desde donde se muda a Monforte ingresando en el Cuerpo de Carabineros de Infantería. Se le concede el retiro el 26 de mayo de 1931. Se casó dos veces, y con su primera esposa tuvo descendencia. En 1944 ya anciano fallece en Monforte de Lemos y su tumba se encuentra aún hoy en el cementerio municipal de dicha localidad.

## Distinciones
- Dos Cruces de Plata al Mérito Militar con distintivo rojo.
- Placa de oro y plata concedida por el gobierno filipino.
- En su lugar de nacimiento (Aldeavieja) se colocó su nombre a una calle.
- El 12 de enero de 2019 se inauguró en Madrid un monumento a "los últimos de Filipinas" en el que aparece el nombre de Domingo Castro Camarena.

## Filmografía
- Los últimos de Filipinas. 1945. Director Antonio Román. Interpretada por: Amando Calvo, José Nieto, Fernando Rey.
- 1898. Los últimos de Filipinas. 2016. Director: Salvador Calvo. Interpretada por: Luis Tosar, Javier Gutiérrez, Karra Elejalde.

- Datos: Q62502964